# 양진수 (국악인)
양진수(1995년 12월 14일 ~)는 대한민국의 국악인이다.

## 방송
- 조선판스타 (2021) - Top12(9위)

## 수상
- 대한민국 인재상 (2020)
- 제4회 청춘열전 출사표 동상 (2019)
- 제6회 문학산 경기12잡가 전국 국악경연대회 민요명창부문 최우수상 (2018)
- 제18회 인천국악대제전 전국국악경연대회 민요명창부문 우수상 (2018)
- 제5회 문학산 경기12잡가 전국 국악경연대회 민요명창부문 대상 (2017)

## 음반
- 양진수 - 급식체 재담 (2019)

## 피처링
- 루디 - 쾌지나 칭칭나네 (2019)
- 루디 - 자진 난봉가 (2019)